# Mariabilder
Mariabilder, bilder av Maria med Jesusbarnet, är kända i den kristna konsten sedan 400-talets början (Santa Maria Maggiore i Rom) och blev från 500-talet den vanligaste typen av kristen kultbild (äldst är ikoner från Katarinaklostret på Sinai). Dessa bilder kallas i den trinitariska östkyrkan för Gudsmodersbilder, vilket uttrycker deras innehåll. De framställer alltid både Maria och Jesusbarnet som mor och barn, och ger uttryck för inkarnationens hemlighet, att Gud enligt denna lära blivit född till världen av en jordisk mor.
Benämningen "Mariabild" är dock något missvisande, eftersom den alltid avbildade Jesus därigenom kommer i skymundan. Maria avbildas i konsten sällan utan Jesusbarnet. Dock förekommer det i bibliska scener, till exempel stående vid korset, och från 1500-talet i de bilder som kallas immaculata conceptio, och där Maria framställs idealt som den som av Gud är kallad att föda Jesus. Bilder av en ammande Maria kallas Madonna lactans. Pietà kallas framställningar av Maria med sin döde son; bilder av den sörjande modern ensam brukar kallas Mater dolorosa.

## Olika typer av Mariabilder
- Tronande som Jesu moder ofta sittande på en tronstrol med Jesusbarnet i famnen.
- Stående ställning med barnet.
- Maria i en kalvariegrupp, med Jesus hängande på korset i mitten av gruppen och med Maria Jesu moder på ena sidan och aposteln Johannes vid den andra.
- Maria med skyddsmantel, ofta kallad misericordiabilden, där hon breder ut sin stora mantel varunder man kan finna skydd mot faror.
- Pietàbilden, som framställer en sittande jungfru Maria med sin döde och korsfäste Jesus i knät.
- Anna själv tredje är en skulpturgrupp med Anna, Marias moder, dottern jungfru Maria och Jesusbarnet.

## Bilder

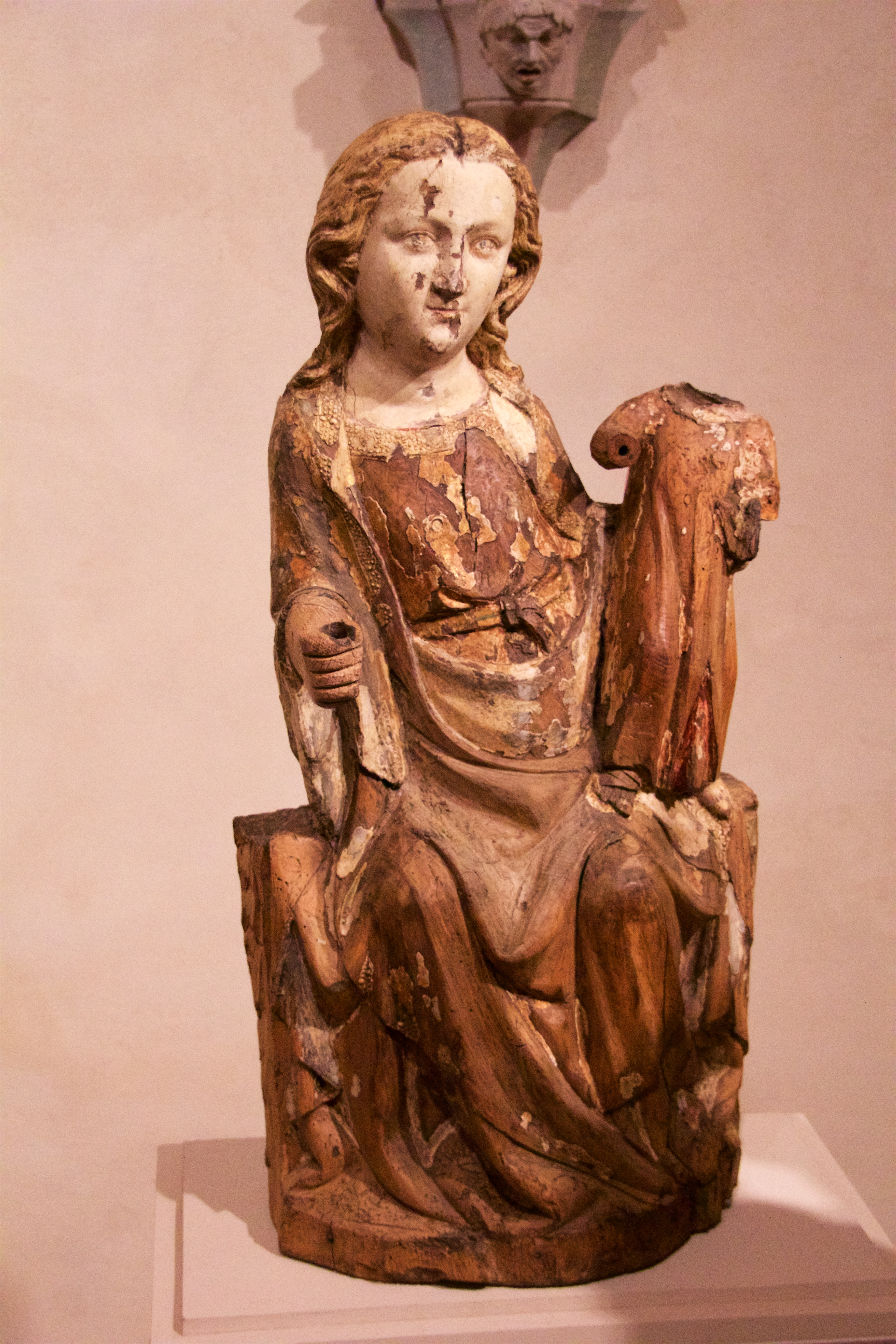
Tronande Maria
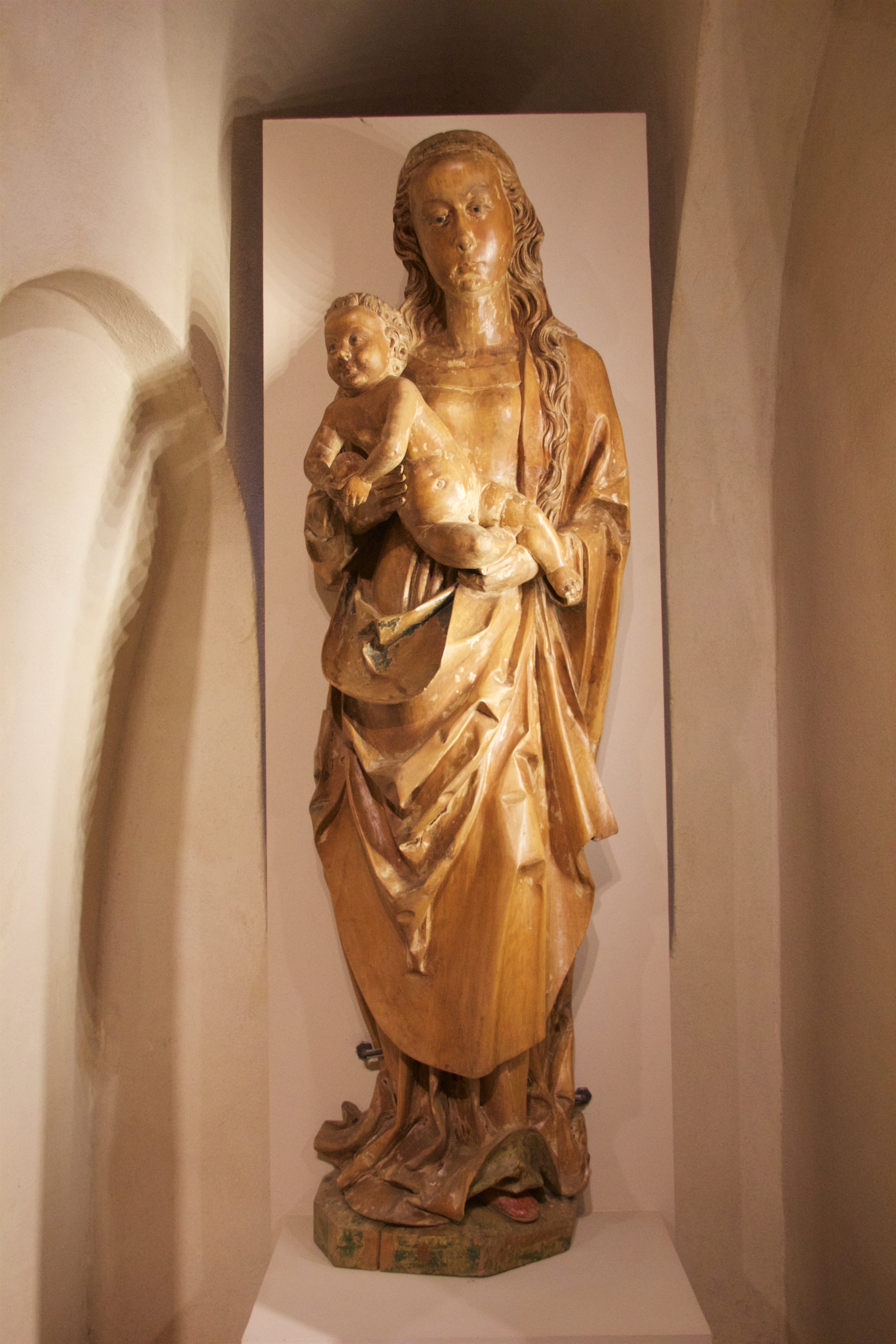
Stående Maria
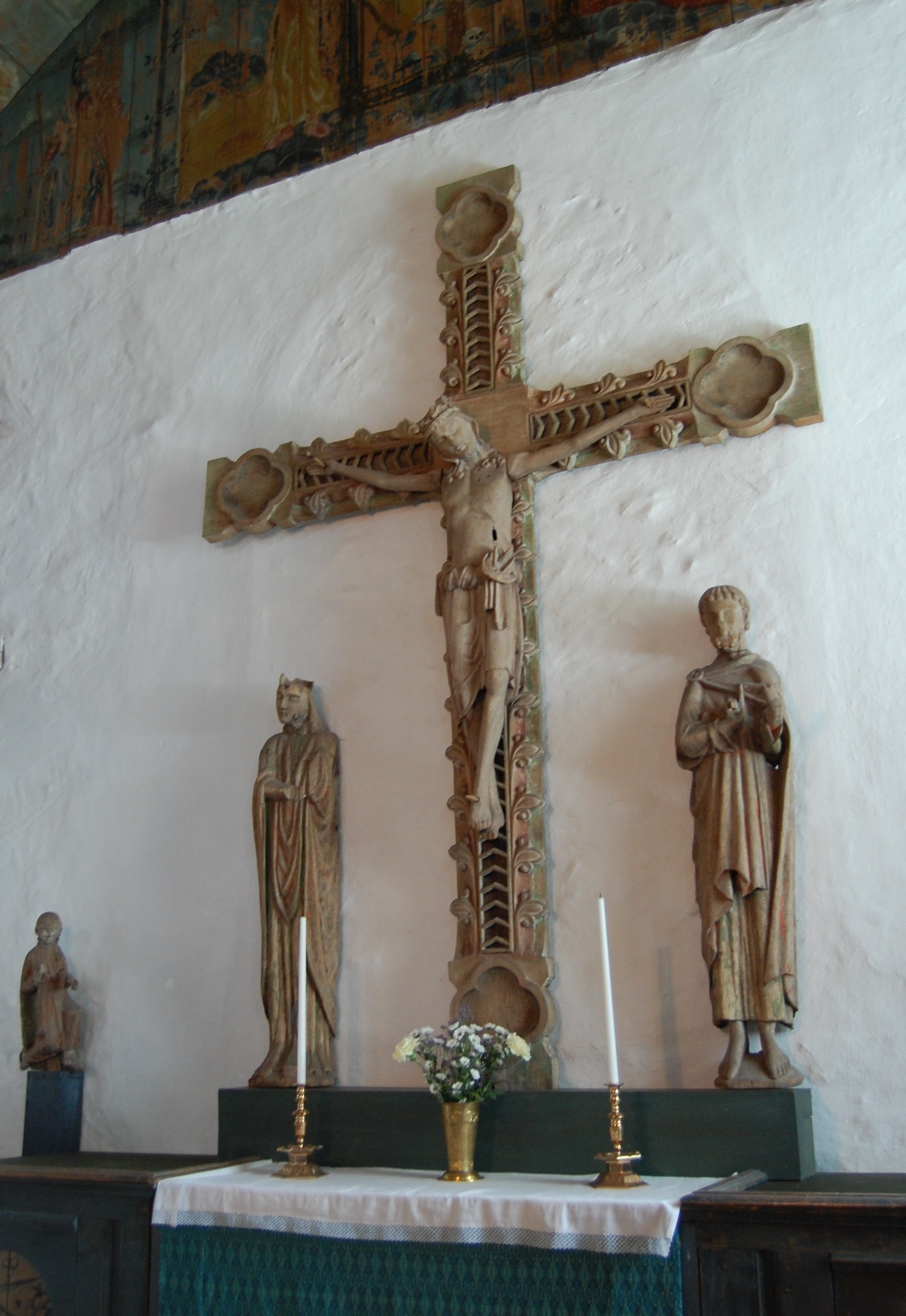
Kalvariegrupp Sjösås gamla kyrka
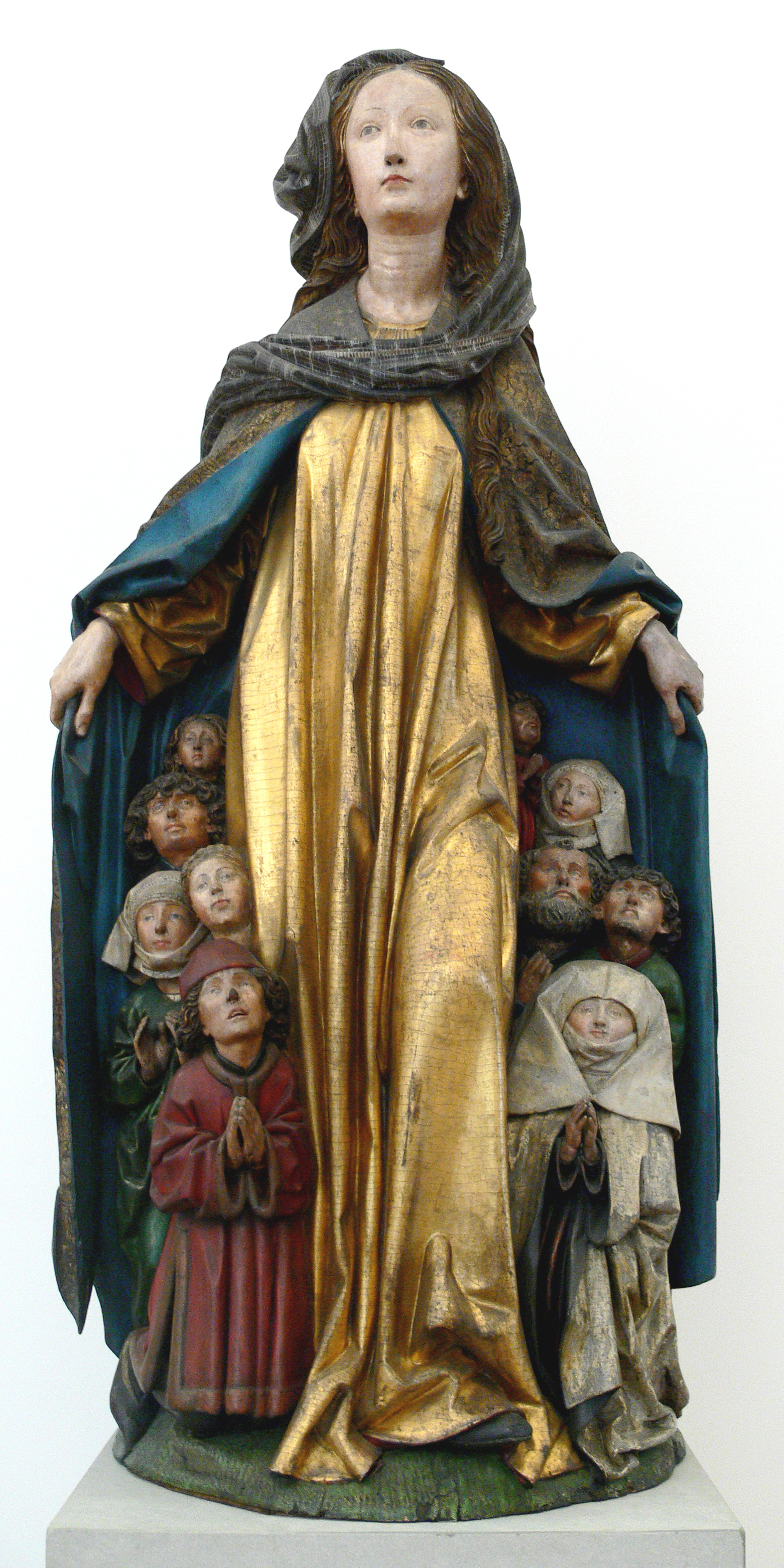
Maria med skyddsmantel
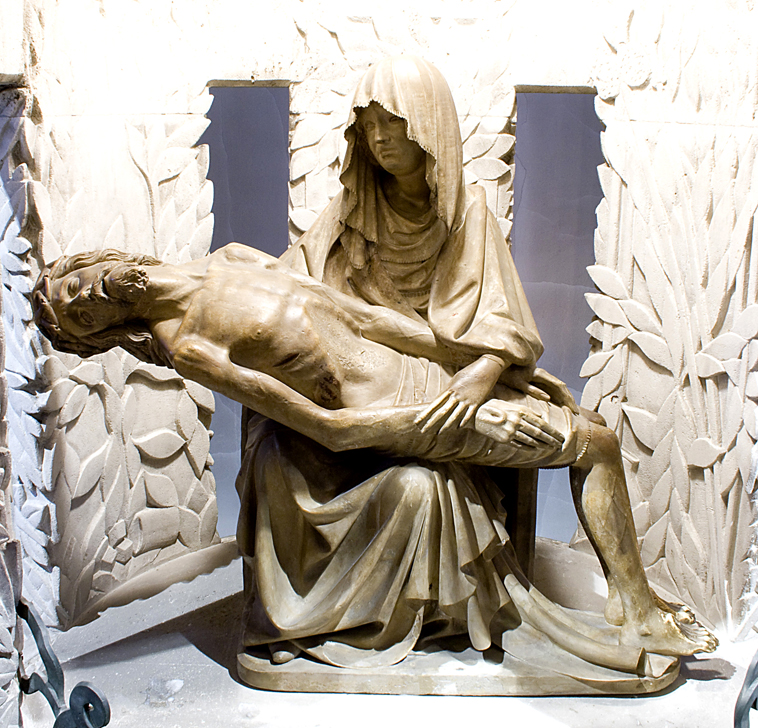
Pietàbild
Anna själv tredje. Målning av Leonardo da Vinci
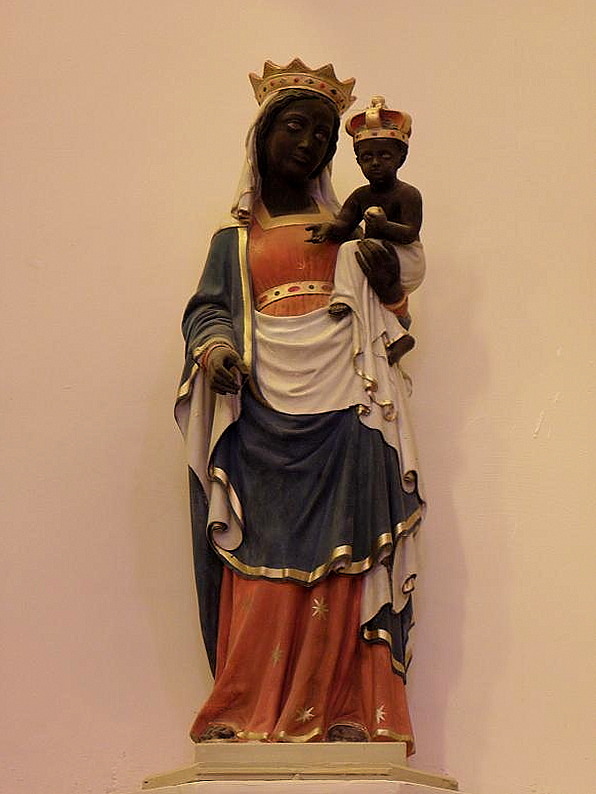
Svarta madonnan i Saint-Jouan-des-Guérets